# ئی‌پاب
ای‌پاب (به انگلیسی: epub) (کوتاه شدهٔ electronic publication) یک استاندارد باز برای کتاب الکترونیکی است که توسط انجمن بین‌المللی انتشارات دیجیتال به وجود آمده است. پسوند این نوع فایل‌ها epub. است.
فرمت ئی‌پاب طوری طراحی شده‌است که دستگاه‌های خوانندهٔ این فرمت بتوانند نحوهٔ نمایش متن موجود در فایل را برای صفحه نمایش خود بهینه کنند.
این فرمت جایگزینی برای Open eBook است.

## تاریخچه
به عنوان دنباله‌روی open eBook فرمت ای‌پاب ۲ در اکتبر سال 2007 تأیید شد و بروزرسانی 2.0.1 آن در سپتمبر 2010 مورد تأیید قرار گرفت .

## ویژگی‌ها
- آزاد و استاندارد باز
- قابل بهینه شدن برای نمایش
- قابلیت گنجاندن تصاویر شطرنجی و برداری به صورت درونی
- قابلیت گنجاندن فراداده به صورت توکار
- ظاهری شبیه به CSS

## نرم‌افزارها
برای ویرایش ای‌پاب نرم‌افزارهای مختلفی وجود دارد شامل کالیبره، لاتک، sigil، genebook و OPAKI e-Book Maker. از یک ابزار متن‌باز به نام epubcheck می‌توان برای بررسی اعتبار و شناسایی خطاها در فایل‌های نشانه‌گذاری ساختاری (OCF, OPF, OPS)، تصویر و اکس‌اچ‌تی‌ام‌ال استفاده کرد.